# Kirsten McAslan
Kirsten McAslan (née le 1er septembre 1993) est une athlète britannique, spécialiste du 400 mètres.

## Biographie
Elle remporte la médaille d'argent du relais 4 × 400 m lors des championnats d'Europe en salle 2015, à Prague, en compagnie de Kelly Massey, Seren Bundy-Davies et Laura Maddox.

## Palmarès
| Date | Compétition                    | Lieu       | Résultat | Épreuve   | Temps         |
| ---- | ------------------------------ | ---------- | -------- | --------- | ------------- |
| 2015 | Championnats d'Europe en salle | Prague     | 2e       | 4 × 400 m | 3 min 31 s 79 |
| 2015 | Championnats d'Europe espoirs  | Tallinn    | 1re      | 4 x 400 m | 3 min 30 s 08 |
| 2015 | Championnats du monde          | Pékin      | 3e       | 4 x 400 m | séries        |
| 2018 | Jeux du Commonwealth           | Gold Coast | 6e       | 4 x 400 m | 3 min 29 s 18 |

### Records
| Épreuve | Épreuve   | Performance | Lieu       | Date            |
| ------- | --------- | ----------- | ---------- | --------------- |
| 400 m   | Plein air | 52 s 13     | Tallinn    | 9 juillet 2015  |
| 400 m   | Salle     | 52 s 28     | Birmingham | 21 février 2015 |